# Флаг Перу
Флаг Перу представляет собой прямоугольное полотнище с соотношением сторон 2:3, состоящее из трёх равновеликих вертикальных полос красного и белого цветов. В центре правительственного флага помещено изображение герба Перу. Флаг принят в 1825 году. День Государственного флага Перу отмечается 7 июня. Белый цвет символизирует мир, достоинство и прогресс, красный — войну и храбрость.
Согласно легенде, генерал Хосе де Сан-Мартин, появившись в Перу в 1820 году, увидел много фламинго. Приняв это за добрый знак, он решил, что красный и белый должны стать цветами Перуанского легиона, который он создал, чтобы освободить Перу.

## Исторические флаги

Флаг Перу 1820-1822
Флаг Перу март-май 1822
Флаг Перу 1822-1825
Флаг Перу 1825-1950
Флаг Перу 1950
Флаг Конфедерации Перу и Боливии 1836-1839
Флаг Южного Перу 1836-1839